# عبدالمجید طالقانی

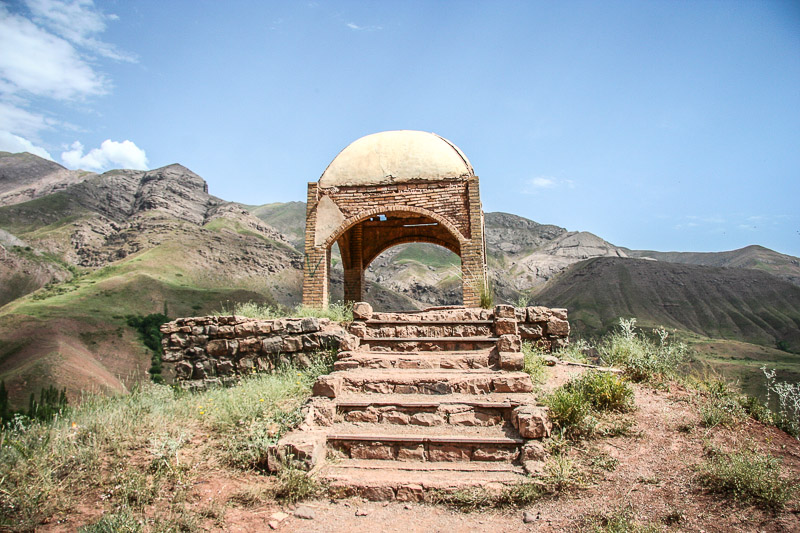
یادمان عبدالمجید طالقانی واقع در طالقان

درویش عبدالمجید مهرانی طالقانی (۱۱۵۰ه‍.ق طالقان - ۱۱۸۵ه‍.ق اصفهان) خوشنویس، شاعر و عارف شهیر ایرانی است. عبدالمجید در جوانی به قزوین رفت و پس از یادگیری اصول اولیه خوشنویسی به اصفهان مهاجرت نمود.
او متخلص به «مجید» بود و بزرگ‌ترین خوشنویس خط شکسته‌نستعلیق در تاریخ خوشنویسی ایران به‌شمار می‌رود. وی در خط شکسته برتر تمام شکسته نویسان بود مانند میرعماد در نستعلیق استاد بوده است و این خط را به پایه‌ای رسانید که تاکنون کسی بدان نتوانسته است برسد.

## زندگی
وی در حدود سال ۱۱۵۰ هجری قمری در روستای مهران طالقان استان البرز دیده به جهان گشود. در جوانی به قزوین آمد و پس از فراگرفتن اصول اولیه خوشنویسی در این شهر، به اصفهان رفت و به کسوت فقر مشرف گردید و در آن حال به مشق خط روی آورد. در آغاز از روی خط میرعماد به تمرین و تعلم پرداخت و در این تجربه به کمال رسید. امّا چون دید نام نامی و آوازه بزرگ استاد، جهانگیر است و او که خود عشق به جاودانگی داشت، در بارقه اشتهار میرِ بزرگ، پرتوی نخواهد یافت، روی به خط شکسته آورد. و استعداد شگرف خود را در کامل کردن این خط زیبا به کار آورد و زمینه خط میراث استادان گذشته را مثل شفیعا کمال بخشید. تا به‌جایی رسید که خط شکسته او در زیبایی و ملاحت و استواری به اوج رسید و بدون رقیب شد.
درویش مردی عارف و منزوی بود و عمر را به تجرد سپری ساخت. دوران زندگی او مصادف با افول ام‍پراتوری صفوی و هرج و مرج‌های سیاسی و اجتماعی آن دوران بود. درویش در سال ۱۱۸۵ در اثر ابتلا به بیماری مالاریا چشم از دنیا فرو پوشید و پیکرش در فضای جلوخان تکیه میر در تخت فولاد اصفهان به خاک سپرده شد. این مکان بعدها به تکیه درویش عبدالمجید نیز شهرت دارد.

## خوشنویسی

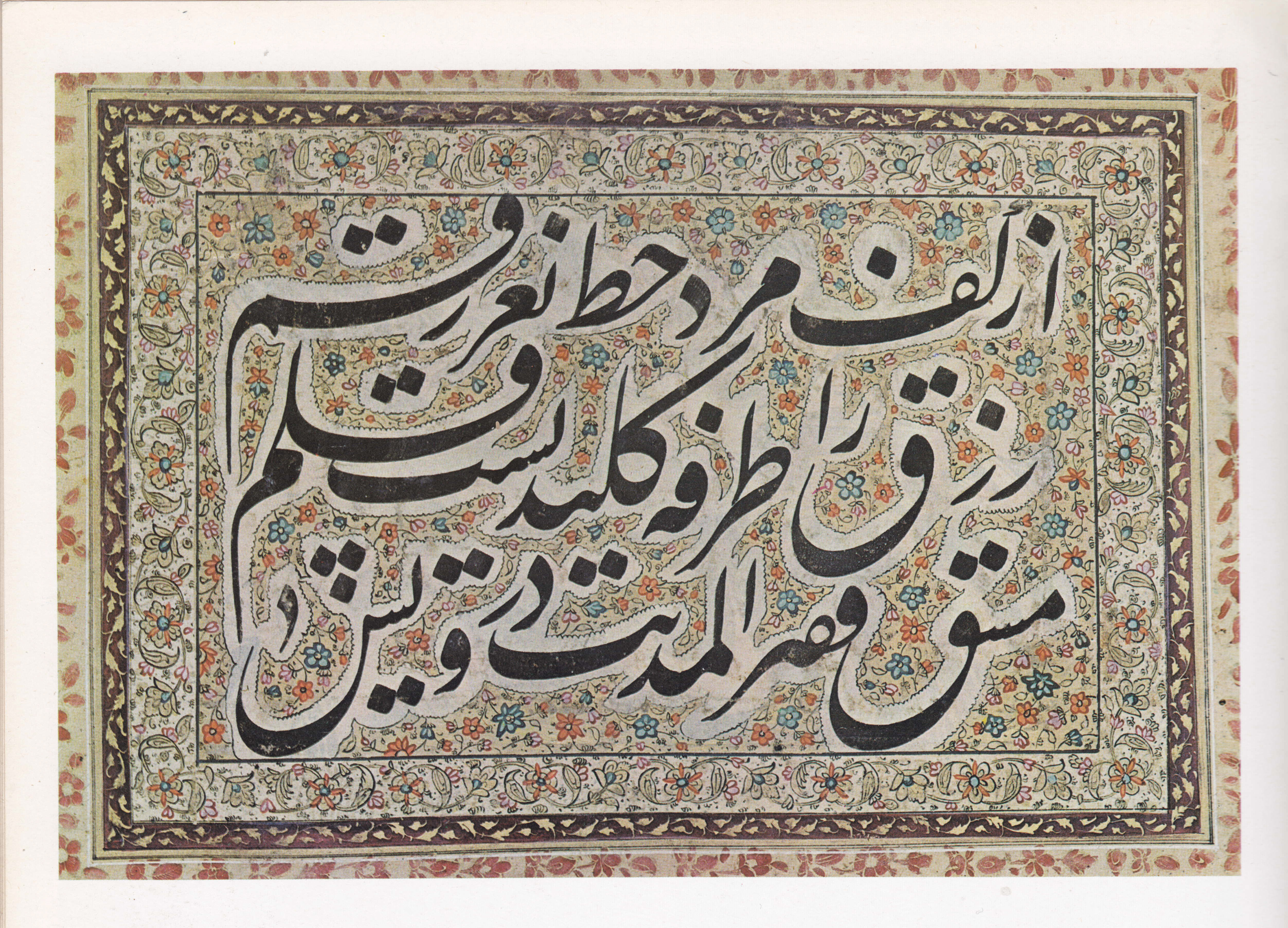
از دیگر آثار متعلق به عبدالمجید طالقانی

درویش خوشنویسی را از خط نستعلیق آغاز کرد ولی پس از مدت کوتاهی به نوشتن خط شکسته پرداخت و دیری نگذشت که در این مسند استاد مسلم شناخته شد. وی به حدی در این خط به مهارت رسید که رونق بازار خط شکسته نویسان گذشته را شکست و با اینکه بعد از او شاگردان و پیروانش به مقام استادی رسیدند، هیچ‌کدام به پایهٔ او نرسیدند و همان‌طور که کمال خط نستعلیق به دست میر عماد صورت گرفت، خط شکسته را درویش عبدالمجید به حد کمال رسانید.
درویش در اوایل کار از روی خط «میرزا حسن کرمانی» و «شفیعا» مشق می‌کرده، ولی در اندک زمانی به درجه استادی رسیده و سرآمد استادان شکسته‌نویسی شده است. تا سال ۱۱۷۹ خط او متأثر از سبک شفیعاست ولی از آن پس او به سبک بسیار عالی مستقلی می‌رسد که به نام خود او شهرت یافته است. بیشتر آثار استاد در همین سبک رقم زده شده است. عمر استاد کوتاه و محنت بار بود ولی در همین فرصت کم توانست در خط شکسته چنان تحولی ایجاد کند و آن را به چنان درجه‌ای از کمال برساند که تحقق آن به دست گروهی از خوشنویسان در طول یک سده بعید می‌نماید.
او نه تنها قواعد خط شکسته‌نستعلیق را استوار کرد بلکه زیبایی و شیوایی آن را به حد اعلی رسانید. چنان‌که شش دانگ جلی را چون کتاب خفی و غبار، استوار و شیرین می‌نوشت. بسیاری از خوشنویسان معاصر عبدالمجید وی رابه استادی خود قبول کرده بودند و برای تصدیق و حکمیت زشت و زیبایی خط خود او را برمی‌گزیدند. درویش عبدالمجید از ارکان چهارگانه خوشنویسان عالم و جزء خدایگان خط می‌باشد و قطعاتش اکنون زیور دهنده بزرگ‌ترین کتابخانه‌های دنیاست. بااینکه درویش در جوانی درگذشته است همطراز با آثار باقی‌مانده او از کمتر خوشنویسان این خط در دست است.
«هدایت» دربارهٔ درویش می‌گوید: «وی در کسوت درویشانه از قزوین مسافرت به عراق عجم و در شهر اصفهان کسب کمال کرد و در خط شکسته قدرتی کامل حاصل نمود، بعضی او را بر شفیعا و میرزا حسن رجحان داده‌اند. در شهر اصفهان روزگاری در خانه محمد رشید بیگ ولد فتحعلی خان ارشلوی افشار می‌زیست و در سال ۱۱۸۵ (میلادی) در اصفهان درگذشت، و او را غزل‌های عاشقانه‌ای بوده است».

## شعر
او در شعر هم مهارت بسیار داشت و از اعضای انجمن ادبی مشتاق به‌شمار می‌رفت و از سبک بازگشت پیروی می‌کرد. در شعرهایش «خموش» و «درویش» تخلص وی بود و دیوان غزلیاتش موجود است. درویش عبدالمجید مورد توجه ادباء، شعرا، علماء و بزرگان بود و بزرگانی چون میرزا عبدالوهاب کلانتر و محمد رشید افشار او را مورد تشویق قرار می‌دادند.
از او غزل‌های عاشقانه‌ای به‌جای مانده و در اشعار «مجید» تخلص دارد. راوی گروسی شماره ابیات دیوان او را هزار و پانصد و بیست ضبط کرده و نسخه‌ای خطی از دیوان او در کتابخانه مدرسه عالی سپهسالار موجود است.
این ابیات از اوست:
| ظلم است که بیرون کنیم از قفس اکنون |  | کز جور توأم ریخته شد بال و پر آنجا |
| پرسید کسی دوش ز بزمت خبر از من     |  | پنداشت که من داشتم از خود خبر آنجا |
| دور از تو مجید آرزوی خلد ندارد     |  | کانجا که تویی از همه جا خوبتر آنجا |

## شاگردان
از معروفترین شاگردان درویش، میرزا کوچک اصفهانی است که در خط شکسته از استادان مسلم است و از معروفترین شاگردان درویش به‌شمار می‌رود. تاریخ درگذشتش معلوم نیست اما حیات او تا سال ۱۲۲۸ مشخص است. نام کامل او را در جایی ذکر نکرده‌اند و خود او نیز در آثار فراوانی که دارد همه جا «میرزا کوچک» رقم کرده است. به استثنای یکی از قطعه‌های او که صریحاً نام خود را «محمد قاسم» ذکر کرده و چنین رقم کرده است: «حرره العبدالقل، محمد قاسم، مشهور به میرزا کوچک».
افرادی چون سید علی اکبر گلستانه، میرزا غلام رضا اصفهانی در دوره قاجار و از معاصرین استاد محمدحسین عطارچیان و استاد مجتبی ملکزاده را می‌توان از پیروان او نام برد. هرچند مستقیماً محضر او را درک نکردند. در این میان میرزا غلام‌رضا، سید گلستانه، استاد محمدحسین عطارچیان و مجتبی ملکزاده بیش از دیگران به شیوه درویش نزدیک شده‌اند.

## آثار
درویش عبدالمجید را به جرئت می‌توان یکی از بزرگ‌ترین هنرمندان تاریخ برشمرد که با وجود مجال کم و عمر کوتاه خود تأثیری عمیق و ماندگار بر هنر پس از خود نهاد. روندی که در حالت عادی به گذر قرنی و تلاش شماری از هنرمندان متبحر نیاز داشت. تعدد آثار این هنرمند خلاق و پرتلاش با توجه به زندگی مشقت بار و کوتاهی دورهٔ فعالیت هنری او اعجاب‌انگیز است. همهٔ خطوط باقی‌مانده از او آثار ۱۵ سال آخر عمر اوست. از او آثار فراوانی شامل کتاب، قطعه و مرقع به جای مانده است. از گرانبهاترین آثار وی جز قطعات و مرقعات متعدد نسخه کلیات سعدی است که در موزه کاخ گلستان تهران (کتابخانه سلطنتی سابق) نگهداری می‌شود و دیگری نگارش دوازده بند از «ترکیب بند محتشم کاشانی» در رثاء و شهادت حسین ابن علی است:
| تن‌های کشته گان همه بر خاک و خون نگر |  | سرهای سر وران همه بر نیزه‌ها ببین |
| آن تن که بود پرورشش در کنار تو      |  | غلطان به خاک معرکه کربلا ببین    |

## جشنواره خوشنویسی
جشنواره بین‌المللی خوشنویسی ایران به جهت بزرگداشت مقام استاد درویش عبد المجید طالقانی هر دو سال یکبار در شهر قزوین، پایتخت خوشنویسی ایران برگزار می‌گردد.